# فولي لوب
فولي لوب هو فريق محترف إيطالي  في كرة الطائرة من بلدة تريا يلعب في الدوري الإيطالي.